# Koinofilia

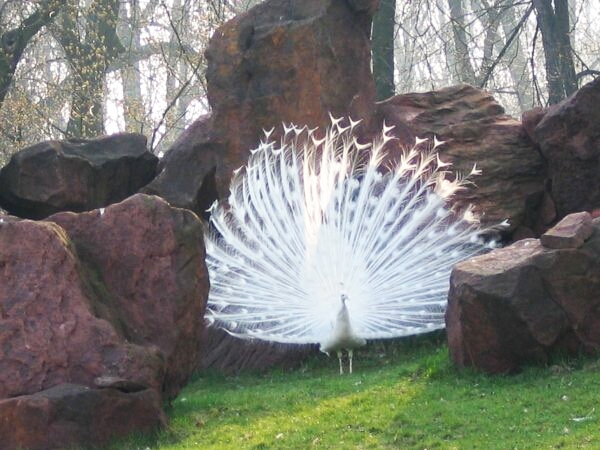
Es poco probable que este pavo real leucístico encuentre un compañero y se reproduzca en un entorno natural, debido a su coloración inusual

La koinofilia es una hipótesis evolutiva que propone que durante la selección sexual, los animales buscan preferentemente parejas con un número mínimo de características inusuales o mutantes, especialmente en su funcionalidad, apariencia y comportamiento.
Pretende explicar la agrupación de los organismos sexuados en especies y otros problemas descritos por el dilema de Darwin. El término deriva del griego, koinos, "común", "lo que se comparte", y philia, "amor, tendencia a". 

## Características generales
La selección natural hace que las características heredadas beneficiosas se vuelvan más comunes a expensas de sus contrapartes menos ventajosas. La hipótesis de la koinofilia propone que se espera que un animal que se reproduce sexualmente evite individuos con características raras o inusuales, y prefiera aparearse con individuos que muestran un predominio de características comunes o promedio. Se evitarían los mutantes con características extrañas, extrañas o peculiares porque la mayoría de las mutaciones que se manifiestan como cambios en la apariencia, la funcionalidad o el comportamiento son desventajosas. Debido a que es imposible juzgar si una nueva mutación es beneficiosa (o podría ser ventajosa en el futuro imprevisible) o no, los animales koinofílicos las evitan todas, a costa de perder una mutación ocasional potencialmente beneficiosa. Por lo tanto, la koinofilia, aunque no es infalible en su capacidad para distinguir la aptitud de potenciales compañeros, es una buena estrategia para la elección de un compañero. Una elección koinofílica asegura que los descendientes probablemente hereden un conjunto de características y atributos que han servido bien a todos los miembros de la especie en el pasado. 
La koinofilia difiere del patrón de "apareamiento entre parecidos" preconizado por la teoría del emparejamiento selectivo. Si los individuos prefiriesen parejas parecidas a ellos mismos, los animales leucísticos (como los pavos reales blancos) se sentirían atraídos sexualmente entre sí, y se crearía una subespecie leucística. La koinofilia predice que esto es poco probable debido a que los animales leucísticos se sienten atraídos por el promedio de la misma manera que todos los demás miembros de su especie. Dado que los animales no leucísticos no se sienten atraídos por el leucismo, pocos individuos leucistas encuentran pareja, y raramente se formarán linajes leucísticos. 
La koinofilia proporciona explicaciones simples para la canalización casi universal de las criaturas sexuales en especies, la rareza de las formas de transición entre especies (entre especies existentes y fósiles), la estasis evolutiva, el equilibrio puntuado y la evolución de la cooperación. También podría contribuir al mantenimiento de la reproducción sexual, evitando su reversión a la forma de reproducción asexual mucho más simple.
La hipótesis de la koinofilia está respaldada por los hallazgos de Judith Langlois y sus compañeros de trabajo. Descubrieron que el promedio de dos caras humanas era más atractivo que cualquiera de las caras de las que se derivaba ese promedio. Cuantas más caras (del mismo género y edad) se utilizaron en el proceso de promediación, más atractiva se volvía la cara promedio. Este trabajo sobre la medialidad apoya la koinofilia como una explicación de lo que constituye un rostro bello.

## Especiación y equilibrios puntuados
|  | La impresión abrumadora de la estricta uniformidad, que involucra todas las características externas de los miembros adultos de una especie, es ilustrada por esta manada de antílopes, Antidorcas marsupialis, en el desierto del Kalahari. Esta homogeneidad en la apariencia es típica, y prácticamente diagnóstica, de casi todas las especies, y un gran misterio evolutivo. Darwin enfatizó la variación individual, que sin duda está presente en cualquier rebaño como este, pero es extraordinariamente difícil de discernir, incluso después observar durante un largo plazo de tiempo el rebaño. Cada individuo debe ser marcado de manera única y destacada para seguir su historia de vida e interacciones con los otros miembros (también marcados) de la población. |

|  | La especiación plantea un problema "bidimensional". Las discontinuidades en la apariencia entre las especies existentes representan la "dimensión horizontal" del problema. La sucesión de especies fósiles representa la "dimensión vertical" |

Desde Darwin en adelante, los biólogos se han preguntado cómo la evolución produce especies cuyos miembros adultos son extraordinariamente parecidos entre sí y distintivamente diferentes de los miembros de otras especies. Los leones y los leopardos son, por ejemplo, grandes carnívoros que habitan en el mismo entorno general y cazan las mismas presas, pero su aspecto es muy diferente. La pregunta es: ¿por qué razón no existen especímenes intermedios?
Esta es la dimensión "horizontal" de un problema bidimensional, que se refiere a la ausencia casi completa de formas de transición o intermedias entre las especies actuales (por ejemplo, entre leones, leopardos y guepardos).
La dimensión "vertical" se refiere al registro fósil. Las especies fósiles son con frecuencia notablemente estables durante períodos de tiempo geológico extremadamente largos, a pesar de la deriva continental, los grandes cambios climáticos y las extinciones en masa. Cuando ocurre un cambio en la forma, tiende a ser abrupto en términos geológicos, produciendo nuevamente brechas fenotípicas (es decir, ausencia de formas intermedias), pero ahora entre especies sucesivas, que a menudo coexisten por largos períodos de tiempo. Por lo tanto, el registro fósil sugiere que la evolución ocurre en explosiones, intercaladas por largos períodos de estancamiento evolutivo, mediante los llamados equilibrios puntuados. Por qué esto es así, ha sido un enigma evolutivo desde que Darwin reconoció el problema por primera vez.
La koinofilia podría explicar las manifestaciones horizontales y verticales de la especiación, y por qué, como regla general, involucra la apariencia externa completa de los animales en cuestión. Dado que afecta a la apariencia externa completa, los miembros de un grupo de mestizaje se ven obligados a parecerse en cada detalle. Cada grupo de cruzamiento desarrollará rápidamente su propia apariencia característica. En consecuencia, un individuo de un grupo que vaga a otro grupo será reconocido como diferente y será discriminado durante la temporada de apareamiento. El aislamiento reproductivo inducido por la koinofilia podría ser el primer paso crucial en el desarrollo de, en última instancia, barreras fisiológicas, anatómicas y conductuales para la hibridación y, por lo tanto, en última instancia, la especie completa. La koinofilia tendrá el efecto de defender a partir de entonces la apariencia y el comportamiento de esa especie contra la invasión de formas inusuales o desconocidas (que pueden surgir por inmigración o mutación), y por lo tanto, será un paradigma de equilibrios puntuados (el aspecto "vertical" del problema de la especiación).

## Evolución en condiciones koinofílicas

### Antecedentes
La evolución puede ser extremadamente rápida, como lo demuestra la creación de animales y plantas domesticados en un período muy corto de tiempo geológico, que abarca solo unas pocas decenas de miles de años, por humanos con poco o ningún conocimiento de la genética. El maíz, Zea mays, por ejemplo, se creó en México en solo unos pocos miles de años, comenzando alrededor de entre 7000 y 12000 años. Esto plantea la pregunta de por qué la tasa de evolución a largo plazo es mucho más lenta de lo que es teóricamente posible.
La evolución se impone a las especies o grupos. No se planifica ni se esfuerza como defiende la teoría lamarckista. Las mutaciones de las que depende el proceso son eventos aleatorios, y a excepción de las "mutaciones silenciosas" que no afectan a la funcionalidad o a la apariencia del portador, por lo general son desventajosas, y su posibilidad de demostrar su utilidad en el futuro es muy pequeña. Por lo tanto, si bien una especie o grupo podría beneficiarse al poder adaptarse a un nuevo entorno mediante la acumulación de una amplia gama de variaciones genéticas, esto va en detrimento de los individuos que tienen que portar estas mutaciones hasta que una pequeña minoría impredecible de ellos finalmente contribuya a tal adaptación. Por lo tanto, la capacidad de evolucionar es una adaptación grupal, que ha sido desacreditada por George C. Williams, John Maynard Smith y Richard Dawkins entre otros porque no beneficia a cada individuo. 
En consecuencia, se esperaría que los individuos sexuados eviten transmitir mutaciones a su progenie al evitar parejas con características extrañas o inusuales. Las mutaciones que, por lo tanto, afectan a la apariencia externa y los hábitos de sus portadores rara vez se transmitirán a las generaciones siguientes y posteriores. Por lo tanto, casi nunca serán puestas a prueba mediante la selección natural. El cambio evolutivo en una gran población con una amplia selección de parejas, por lo tanto, se detendrá virtualmente. Las únicas mutaciones que pueden acumularse en una población son aquellas que no tienen un efecto notable en la apariencia externa y la funcionalidad de sus portadores (por lo tanto, se denominan "mutaciones silenciosas" o "neutrales").

### Proceso evolutivo

Distribución de los homínidos por áreas geográficas

La restricción que ejerce la koinofilia sobre el cambio fenotípico sugiere que el cambio evolutivo solo puede producirse si las parejas mutantes no pueden evitarse entre sí como resultado de una grave escasez de parejas potenciales. Esto es más probable que ocurra en pequeñas comunidades restringidas, como en pequeñas islas, en valles remotos, lagos, sistemas fluviales, cuevas, o períodos de glaciación, o después de extinciones masivas, cuando se pueden esperar estallidos repentinos en el ritmo de la evolución. En estas circunstancias, la elección de los compañeros no solo está severamente restringida, sino que los cuellos de botella de la población, los efectos fundadores, la deriva genética y la endogamia causan cambios rápidos y aleatorios en la composición genética de una población aislada. Además, la hibridación con una especie relacionada atrapada en el mismo entorno aislado podría introducir cambios genéticos adicionales. Si una población aislada como esta sobrevive a sus trastornos genéticos, y posteriormente se expande a un nicho desocupado, o a un nicho en el que tiene una ventaja sobre sus competidores, habrá surgido una nueva especie o subespecie. En términos geológicos, este será un evento abrupto. El aumento de la población permitirá la reanudación del comportamiento tendente a evitar parejas mutantes, lo que dará como resultado, una vez más, un estancamiento evolutivo. 
Por lo tanto, el registro fósil de una progresión evolutiva generalmente consiste en especies que aparecen repentinamente y finalmente desaparecen cientos de miles o millones de años después, sin ningún cambio en la apariencia externa. Gráficamente, estas especies fósiles están representadas por líneas horizontales, cuyas longitudes representan la duración de cada una de ellas. La horizontalidad de las líneas ilustra la apariencia inmutable de cada una de las especies fósiles representadas en el gráfico. Durante la existencia de cada especie aparecen nuevas especies a intervalos aleatorios, cada una de las cuales también dura muchos cientos de miles de años antes de desaparecer sin un cambio en la apariencia. El grado de relación y las líneas de descendencia de estas especies concurrentes es generalmente imposible de determinar. Esto se ilustra en el siguiente diagrama que representa la evolución de los humanos modernos desde el momento en que los homínidos se separaron de la línea que condujo a la evolución de nuestros parientes primates vivos más cercanos, los chimpancés. 

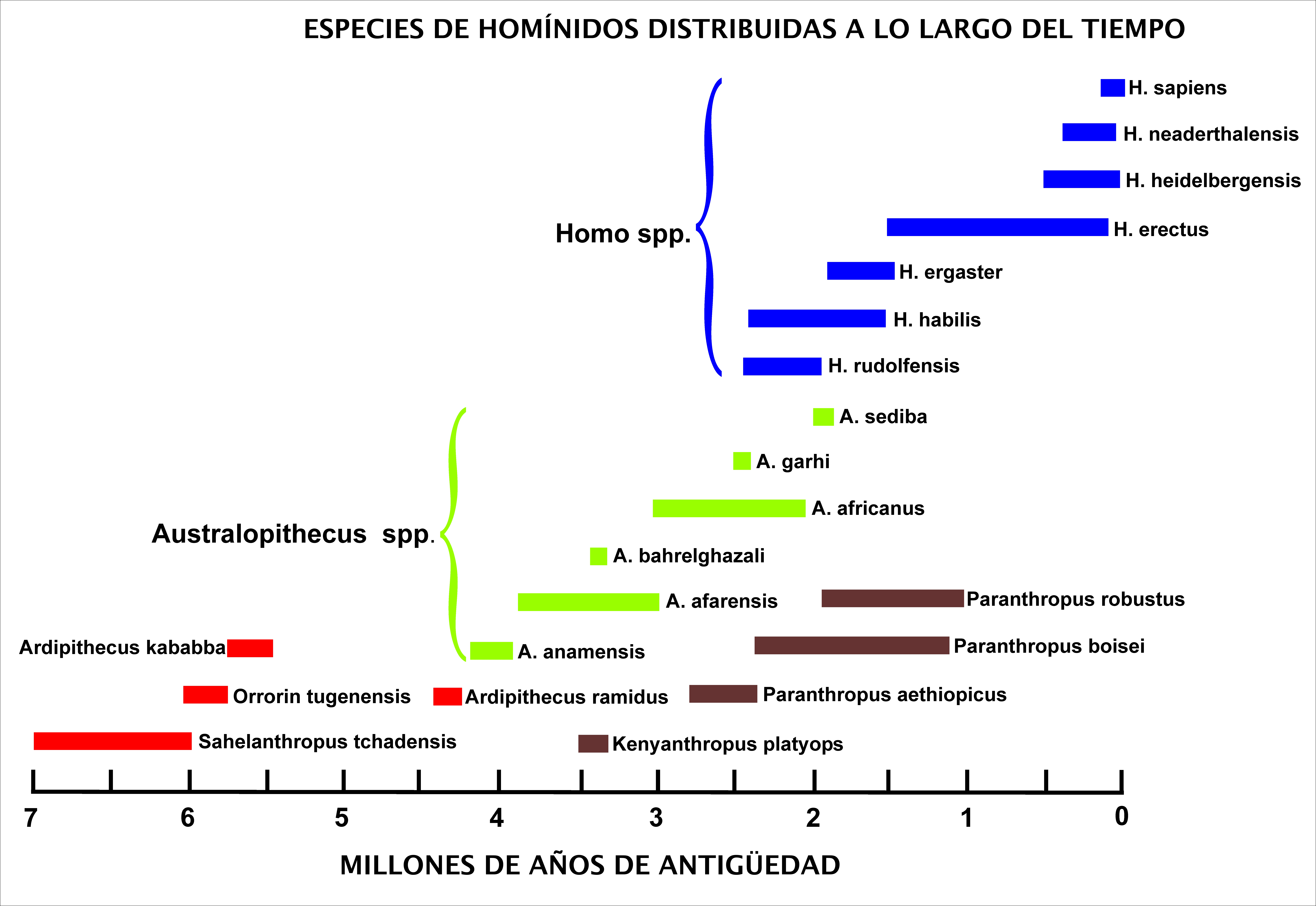
Distribución de especies de homínidos a lo largo del tiempo. Para ejemplos de líneas de tiempo evolutivas similares, véanse las listas sobre paleontología de los dinosaurios africanos, los dinosaurios asiáticos, los lampridiformes y los amiiformes

### Implicaciones fenotípicas
Esta propuesta, que los cuellos de botella de la población son posiblemente los principales generadores de la variación que alimenta la evolución, predice que la evolución generalmente ocurrirá en pasos morfológicos intermitentes, de escala relativamente grande, intercalados con períodos prolongados de estancamiento evolutivo, en lugar de en una serie continua de cambios finamente graduales. Sin embargo, hace una predicción adicional. Darwin enfatizó que las rarezas e incongruencias biológicamente inútiles compartidas que caracterizan a una especie son signos de una historia evolutiva, algo que no se esperaría si el ala de un pájaro, por ejemplo, fuera diseñada de novo, como argumentan sus detractores. El presente modelo predice que, además de los vestigios que reflejan la herencia evolutiva de un organismo, todos los miembros de una especie dada también llevarán el sello de su pasado aislado: características arbitrarias, aleatorias, acumuladas a través de los efectos fundadores, la deriva genética y otras consecuencias genéticas de la reproducción sexual en comunidades pequeñas y aisladas Por lo tanto, todos los leones, africanos y asiáticos, tienen un mechón de pelo negro muy característico al final de sus colas, que es difícil de explicar en términos de una adaptación, o como un vestigio de un felino temprano, o un ancestro más antiguo. El plumaje único, a menudo rico en colores y patrones de cada una de la amplia variedad actual de especies de aves presenta un enigma evolutivo similar. Esta amplia variedad de enotipos se explica más fácilmente como productos de aislamientos posteriormente preservados por la koinofilia, como conjuntos de reliquias evolutivas muy diversas, o como conjuntos de adaptaciones desarrolladas de manera única.
|  |  |  |

### Evolución de la cooperación
|  | La caza cooperativa practicada por los lobos les permite hacer frente a presas mucho más grandes y nutritivas que las que cualquier lobo podría manejar individualmente. Sin embargo, tal cooperación podría ser explotada por individuos egoístas que no se exponen a los peligros de la caza, pero que sin embargo, comparten el botín |

La cooperación es cualquier comportamiento grupal que beneficia más a los individuos que si actuaran como agentes independientes. Sin embargo, las personas egoístas pueden explotar la cooperación de los demás al no participar en la actividad grupal, pero aun así disfrutar de sus beneficios. Por ejemplo, un individuo egoísta que no se une al grupo de caza compartiendo sus riesgos, pero que participa del botín, tiene una ventaja de aptitud sobre los otros miembros del grupo. Por lo tanto, aunque un grupo de individuos cooperativos es más eficaz que un grupo equivalente de individuos egoístas, los individuos egoístas intercalados entre una comunidad de cooperadores siempre están en ventaja frente a sus anfitriones. Criarán, en promedio, más descendientes que sus anfitriones, y finalmente los reemplazarán.
Sin embargo, si los individuos egoístas son excluidos y rechazados como compañeros, debido a su comportamiento desviado e inusual, entonces su ventaja evolutiva se convierte en una carga evolutiva, y la tendencia a la cooperación se convierte en un rasgo evolutivamente estable.

## Efecto de la dieta y de las condiciones ambientales

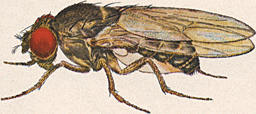
Macho de Drosophila pseudoobscura

Las creaciones mejor documentadas de nuevas especies en el laboratorio se realizaron a fines de la década de 1980. William Rice y G. W. Salt criaron moscas de la fruta (Drosophila melanogaster) utilizando un laberinto con tres opciones diferentes de hábitat, tales como claro/oscuro o húmedo/seco. Cada generación se colocó en el laberinto, y los grupos de moscas que eligieron dos de las ocho salidas se separaron para reproducirlas entre sí dentro de sus respectivos grupos. Después de treinta y cinco generaciones, los dos grupos y sus crías se aislaron reproductivamente debido a sus fuertes preferencias de hábitat: se aparearon solo dentro de las áreas que prefirieron, por lo que no se aparearon con moscas que preferían las otras áreas. La historia de tales intentos se describe en Rice y Hostert (1993).
Diane Dodd utilizó un experimento de laboratorio para mostrar cómo el aislamiento reproductivo puede evolucionar en moscas de la fruta Drosophila pseudoobscura después de varias generaciones al colocarlas en diferentes medios, medios basados en almidón o maltosa.
El experimento de Dodd ha sido fácil de replicar por muchos otros investigadores, incluso con otros tipos de moscas de la fruta y alimentos.

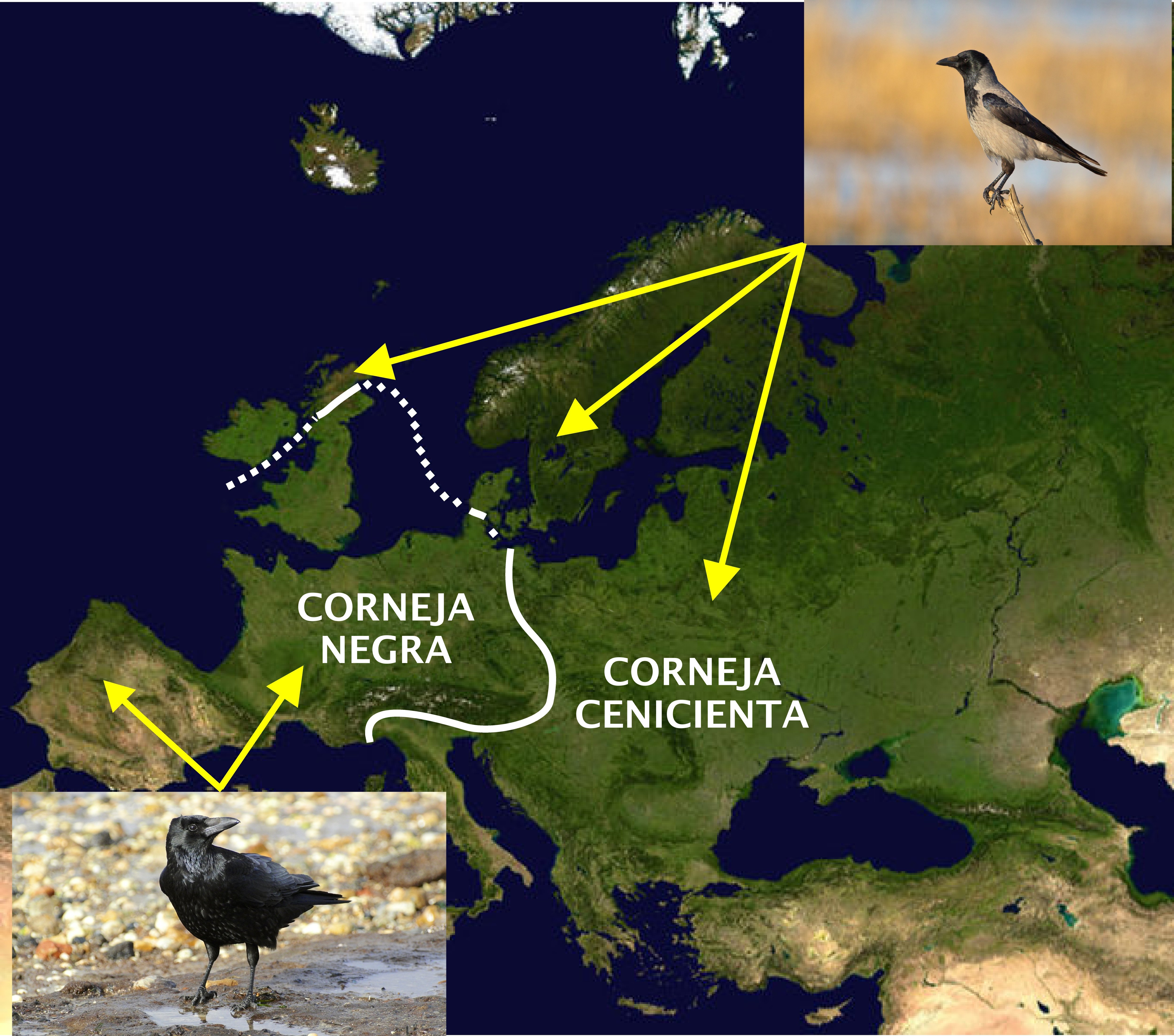
Un mapa de Europa que indica la distribución de la corneja negra y de la corneja cenicienta a cada lado de una zona de contacto (línea blanca) que separa las dos especies

La corneja negra (Corvus corone) y la corneja cenicienta (Corvus cornix) son dos especies estrechamente relacionadas entre sí, cuya distribución geográfica en Europa se ilustra en el diagrama adjunto. Se cree que esta distribución podría haber sido el resultado de los ciclos de glaciación durante el Pleistoceno, lo que causó que la población parental se dividiera en zonas aisladas que posteriormente se expandieron de nuevo cuando el clima se calentó y causó un contacto secundario. Jelmer W. Poelstra y sus compañeros de trabajo secuenciaron casi todos los genomas de ambas especies en poblaciones a diferentes distancias de la zona de contacto para encontrar que las dos especies eran genéticamente idénticas, tanto en su ADN como en su expresión (en forma de ARN), excepto por la falta de expresión de una pequeña porción (<0.28%) del genoma (situado en el cromosoma 18 aviar) en la corneja cenicienta, que produce la coloración más clara del plumaje en su torso. Por lo tanto, las dos especies pueden hibridarse de manera viable, y ocasionalmente lo hacen en la zona de contacto, pero las cornejas completamente negras en un lado de la zona de contacto se aparean casi exclusivamente con otros individuos completamente negros, mientras que lo mismo ocurre entre los de color ceniciento al otro lado de la zona de contacto. Por lo tanto, está claro que es solo la apariencia externa de las dos especies lo que inhibe la hibridación. Los autores atribuyen esto al emparejamiento selectivo, cuyas ventajas no están claras, que conduciría a la rápida aparición de corrientes de nuevos linajes, y posiblemente incluso especies, a través de la atracción mutua entre mutantes. Unnikrishnan y Akhila proponen en cambio, que la koinofilia es una explicación más precisa de la resistencia a la hibridación en la zona de contacto, a pesar de la ausencia de barreras fisiológicas, anatómicas o genéticas para dicha hibridación.

## Recepción
William B. Miller, en una extensa revisión de la teoría de la koinofilia publicada en 2013, señala que si bien proporciona una explicación concisa del fenómeno de la agrupación de animales sexuales en especies, de su persistencia inmutable en el registro fósil durante largos períodos de tiempo, y de las distancias fenotípicas entre especies (tanto fósiles como existentes); sin embargo supone una desviación importante de la opinión ampliamente aceptada de que las mutaciones beneficiosas se diseminan, en última instancia, a toda la población o a una parte de ella (lo que causaría la evolución gen a gen). El propio Darwin reconoció que este proceso no tenía una propensión inherente o inevitable a producir especies distintas. En cambio, las poblaciones estarían en un estado perpetuo de transición en el tiempo y en el espacio. En cualquier momento, la población estaría formada por un conjunto de individuos con un número variable de características beneficiosas que pueden haberles llegado o no desde sus diversos puntos de origen en la población, y las características neutrales tendrían una dispersión determinada por mecanismos aleatorios como la deriva genética.
También señala que la koinofilia no proporciona ninguna explicación sobre cómo se producen las causas fisiológicas, anatómicas y genéticas del aislamiento reproductivo, dado que solo aborda el aislamiento reproductivo conductual. Además, es difícil ver cómo podría aplicarse a las plantas y a ciertas criaturas marinas que descargan sus gametos en el medio ambiente para encontrarse y mezclarse, al parecer, completamente al azar (dentro de límites específicos). Sin embargo, cuando se utiliza el polen de varios donantes compatibles para polinizar los estigmas, los donantes generalmente no tienen un número igual de semillas. Marshall y Diggle afirman que la existencia de algún tipo de paternidad de semillas no aleatoria, de hecho, no está en duda en las plantas con flores. Qué factor produce este hecho sigue siendo desconocido. La "elección" del polen es una de las posibilidades, teniendo en cuenta que el 50% del genoma haploide del grano de polen se expresa durante el crecimiento de su tubo hacia el óvulo.
La aparente preferencia de las hembras de ciertas especies, particularmente de aves, por ornamentos masculinos exagerados, como la cola del pavo real, tampoco se puede conciliar fácilmente con el concepto de koinofilia.